# Deli Gönül
Deli Gönül (Brasil: Verdades Não Ditas ) é uma telenovela turca de 2017, produzida pela 25 Film e exibida pelo canal Fox entre entre 4 de julho de 2017 e 4 de setembro de 2017, em 10 episódios. Dirigida por Selim Demirdelen e Berat Özdoğan, tem Murat Ünalmış, Tuvana Türkay, Ayşe Çiğdem Batur e Ogün Kaptanoğlu nos papeis principais.
No Brasil, foi exibida pelo canal a cabo Viva entre 7 de janeiro a 25 de maio de 2020. sendo substituída por Novamente Apaixonados. Está sendo reprisada pela segunda vez no canal a cabo Mais na Tela desde 8 de fevereiro de 2021.

## Sinopse
Kadir é um dedicado professor de literatura, querido por todas as pessoas em sua cidade natal, Hatay, e faz o possível para garantir a educação dos seus alunos. Sua vida muda quando ele conhece Fatmanur, uma professora de música. Apaixonados, eles decidem se casar. Porém, o pai de Fatmanur, Hayri, não dá permissão. Mesmo com a discordância, Kadir e Fatmanur decidem prosseguir com os preparativos para o casamento, enfrentando diversos obstáculos que surgem pela frente, como a mudança de Kadir para Istambul e seu desafio de lidar com novos alunos.

## Elenco
| Ator/Atriz          | Personagem         |
| ------------------- | ------------------ |
| Murat Ünalmış       | Mehmet Kadir Ölçek |
| Tuvana Türkay       | Fatmanur Güzel     |
| Ayşe Çiğdem Batur   | Türkan Erten       |
| Ogün Kaptanoğlu     | Ahmet Ertuğrul     |
| İştar Gökseven      | Hayri Güzel        |
| Mine Tüfekçioğlu    | Nuran Güzel        |
| Macit Sonkan        | Basri Kavaslı      |
| Nilgün Karababa     | Ayşe Güngör        |
| Barış Yalçın        | Nihat Güzel        |
| Neşem Akhan         | Şenay Güzel        |
| Hayal Ada Topakkaya | Şükran Ölçek       |
| Tarık Özenbaş       | Şafak Erten        |